# Cal Julià (l'Arboç)
Cal Julià és una obra del municipi de l'Arboç inclosa en l'Inventari del Patrimoni Arquitectònic de Catalunya.

## Descripció
L'edifici, molt proper a la Torre de Papiol, consta de tres plantes. Els baixos presenten una porta d'arc de mig punt dovellat i dues finestres rectangulars amb reixa per banda. El pis noble té una gran finestra central quadrada amb base, marc de pedra i trencaaigües. A cada banda hi ha una finestra rectangular amb una cornisa en forma d'arc conopial a la part alta. Les golfes presenten una finestra coronella i un ull de bou. Tota la part alta de la façana descriu una forma corba. L'escalinata d'accés presenta la data de construcció (1930).

## Història
Antigament, l'habitatge dels masovers era diferent arquitectònicament parlant i se'l coneixia amb el nom de Cal Cosme. L'any 1930 es construí l'edifici actual, el qual és conegut com a Cal Julià. La façana principal no és utilitzada per accedir a l'edifici sinó que es fa servir una portalada que es troba al costat dret.